# The Big Bang (filme)
The Big Bang (bra: Morte por Encomenda; prt: À Lei da Bala) é um filme americano de 2011, dirigido por Tony Krantz, com roteiro de Erik Jendresen e protagonizado por Antonio Banderas e Sienna Guillory.

## Sinopse
Um detetive particular é contratado para encontrar uma garota desaparecida, mas o trabalho torna-se perigoso quando todos que se envolvem, acabam mortos.
Das ruas de Los Angeles ao deserto do Novo México, o detetive Ned Cruz (Antonio Banderas), deve enfrentar um brutal boxeador russo, três impetuosos policiais de Los Angeles, um bilionário que procura desvendar a teoria do Big Bang, e sua linda esposa.
A solução para este caso vai custar muitas vidas.

## Elenco
- Antonio Banderas como Ned Cruz
- Sienna Guillory como Julie Kestral
- Autumn Reeser como Fay Neman
- Delroy Lindo como Skeres
- Thomas Kretschmann como Frizer
- James van der Beek como Johnny Nova
- Snoop Dogg como Puss
- Bill Duke como Baterista
- William Fichtner como Detetive Poley
- Sam Elliott como Simon Kestral
- Rebecca Mader como Zooey Wigner